# Bactromyia
Bactromyia – rodzaj muchówek z rodziny rączycowatych (Tachinidae).

## Wybrane gatunki
- B. adiscalis Mesnil, 1953[2]
- B. aurora Mesnil, 1953[2]
- B. aurulenta (Meigen, 1824)[1]
- B. delicatula Mesnil, 1953[1]
- B. longifacies Mesnil, 1953[2]